# История на Обединеното кралство
Обединеното кралство Великобритания и Северна Ирландия днес е държава в Западна Европа. Тя се дели на 4 историко-географски области: Англия, Уелс, Шотландия и Северна Ирландия. Преди постепенно да се обединят в една държава, всяка от тези области има своя история – съответно през 1707 г. Англия, Уелс и Шотландия съставят Кралство Великобритания, а през 1800 г. към тях се присъединява Ирландия и кралството става Обединено кралство Великобритания и Ирландия. След отделянето на Република Ирландия през 1922 г. името на държавата от 1927 г. насам е Обединено кралство Великобритания и Северна Ирландия и заедно с република Ирландия и така наречените Коронни владения това са всички държави, разположени на Британските острови.

## История до обединението
Преди обединението всяко от съставните кралства има своя собствена история.

## Кралство Великобритания
През 1707 г. Англия и Шотландия са обединени в кралство Великобритания, политически съюз между Кралство Шотландия и Кралство Англия (което включва и Уелс). Договорът за съюза от 1706 на английски: Treaty of Union (ратифициран с Акт за уния през 1707 г.), постановява единно, обединено кралство, обхващащо целия остров Великобритания и заобикалящите го малки острови. Той не включва Ирландия, която остава извън съюза, но е подчинена на новосъздадената британска корона. Новото кралство се подчинява на един парламент и едно правителство, разположени в Уестминстър. Съставните кралства преди това вече са имали един и същ монарх (лична уния) - Джеймс I, който през 1603 г. след смъртта на кралица Елизабет I, става едновременно крал на Шотландия и Англия.
По времето на кралица Анна се заражда двупартийната система в управлението: тори (консерватори) и виги. Двете партии се борят за мнозинство в парламента. След смъртта на Анна на английския трон като първи монарх от династията Хановер се възкачва Джордж I. По това време Великобритания започва своя преход към кабинетна система на управление, начело с премиер-министър (министър-председател). Като първи премиер-министър на Великобритания служи Робърт Уолпоул, към края на управлението на Джордж I.
Джорджианската епоха обхваща периода от 1714 до 1830 и е време на огромни социални промени, предизвикани от Индустриалната революция, довела до основаването на първите фабрики, масово използване на машини и промяна на цялата структура на обществото. В селските райони също се извършва революция - аграрна (British Agricultural Revolution) - чрез подобряване на методите на обработка на земята и въвеждане на нови сортове. Фермерите съумяват да произвеждат повече с по-малко работници, като прибягват към постиженията на химията и техниката. От Новия свят са внесени нови селскостопански култури. Така се рещава проблема с изхранването на населението. Хората се придвижват от малките села към по-големите и градовете, появява се транспортна система, състояща се от развити пътна и канална мрежа, започва строежът на железопътни линии. В същото време расте емиграцията към Канада, Тринадесетте колонии (които през 1776 г. стават САЩ) и други части на империята.
В самия край на 18 век избухва Френската революция, която разтърсва не само Франция, но има огромни последици и за европейската история.

## Обединено кралство
През 1801 г. Кралство Ирландия също влиза в състава на съюза, като парламентите на двете държави приемат Закон за съюз 1800 г. и държавата става Обединено кралство Великобритания и Ирландия. 
Началото на века преминава под знака на противопоставянето с Франция по време на Революционните войни. Поради войните британската армия претърпява коренни промени – от малочислена зле командвана сила от около 40 000 души в началото им (1793) към 1813 г. редовната английска армия наброява вече 250 000 войници. Британската пехота е единствената, която не търпи сериозни поражения по време на Наполеоновите войни. Английското господство по море се затвърждава след битката при Трафалгар през октомври 1805. Британско-американската война остава в периферията на вниманието поради бурните събития в Европа. През 1815 г. Виенският конгрес и преди всичко поражението на Наполеон в битката при Ватерло слагат край на периода на войни и радикални промени.
След войните в Англия избухва икономическа криза, породена от натрупания правителствен дълг и замрялата търговия с континента поради блокадата, инициирана от Франция. Търговията и производството са в застой, безработицата расте, неблагоприятната 1816 „година без лято“ разорява фермерите. Следващите реколти обаче са добри, цената на житото пада и за да подпомогне фермерите, правителството на лорд Ливърпул приема още от т.нар. Житни закони (на английски: Corn Laws), които ограничават вноса на зърно, като налагат защитни мита и остават в сила до 1846. Във фабриките избухват бунтове срещу въведените с Индустриалната революция машини, които носят името лудитски. Лудитското движение е много силно в големите градове на Средна Англия през 1816 – 1818 г., а след безредици и кръвопролитие при потушаване на митинг в Манчестър през август 1819 г. са прокарани серия от закони (на английски: Six Acts) за опазване на гражданския мир, с които обаче се ограничава свободата на словото и на събранията.

### Период на реформи
Джордж IV, отначало регент (1811 – 20), а след това крал (1820 – 30), играе значително по-малка роля в държавните дела, отколкото неговият баща Джордж III. Установява се правилото, че кралят приема като министър-председател водача на болшинството в Камарата на общините, независимо дали го харесва или не. Така заслугата за победата в Наполеоновите войни, мирните преговори и уреждането на вътрешнополитическите социални и икономически проблеми е основно заслуга на правителствата. Последвалият го на трона Уилям IV (1830 – 37) също не взема голямо участие в политиката, но подкрепя разгърналото се движение за политически реформи, породено от индустриализацията и нарастващата роля на средната класа. Поземлената аристокрация също признава необходимостта от реформи.
Предприетите реформи включват осъвременяване на законите за бедните, ограничаване на детския труд, отмяна на робството в почти цялата Британска империя (Slavery Abolition Act 1833). Най-важна остава Избирателната реформа от 1832 г. (Reform Act 1832) която модернизира британската избирателна система. Представителство в парламента получават големите градове, възникнали в хода на Индустриалната революция, за сметка на обезлюдените избирателни райони (т.нар. „гнили райони“, на английски: rotten boroughs). Въведен е ценз от 20 паунда за получаване на избирателни права и така броят на избирателите нараства от около 500 хиляди на 750 хиляди души. Главната заслуга на реформата е преразпределението на избирателните райони и английските историци я смятат за естествено продължение на Славната революция: тогава властта преминава от краля към поземления елит, а сега той е принуден да отстъпи част от властта на индустриалните и търговските кръгове на средната класа.
Като следствие от избирателната реформа в изборите от 1832 г. торите отстъпват повече от половината си места в парламента на вигите.
По време на управлението на правителството на лорд Мелбърн (министър-председател през 1834, 1835 – 1841 г.) е приет Закон за муниципалната реформа, касаещ местното самоуправление. Законът за таксовите марки (1836) увеличава достъпа до информация, като намалява таксата за публикуване на книга, вестник или реклама от 4 пени на 1 пени. Това оказва голямо влияние върху появата на евтини вестници и стимулира свободата на словото.
Лорд Мелбърн поема ролята на наставник на младата кралица Виктория, която се качва на трона след смъртта на Уилям през юни 1837 г.
Първите години на управлението на Виктория са съпроводени с размирици и затруднения в управлението на колониите: в Канада назряват бунтове, а в Ямайка колониалното законодателно събрание протестира срещу британската политика, като отказва да гласува закони и протестира срещу отмяната на робството. Започва да се налага принципа на даване на по-голяма свобода в империята и първо Канада получава пълно самоуправление (1846), а след това и Австралия. По-либерална политика е възприета и в Индия.

### Викторианска епоха
През 1830-те се появява чартизмът – радикално работническо движение за политически и социални реформи. Чартистите искат даване на всеобщо избирателно право на всички мъже навършили 18 години; създаване на еднакви избирателни райони; тайно гласуване; премахване на имуществени ценз за кандидатите за депутати; въвеждане на унифицирана заплата за парламентаристите и редовни парламентарни избори. Постепенно от чартисткото движение се отделят трейдюнионите, които били заинтересовани повече от подобряването на положението на членовете си, отколкото от политически искания.
Викторианската епоха е дълъг период на просперитет за британския народ. Приходите от колониите на Британската империя, заедно с индустриалния прогрес, настъпил след Индустриалната революция, позволяват на образованата средна класа да се развие. Епохата често се характеризира като дълъг период на мир, а също и на икономическо, колониално и индустриално укрепване. Този период за кратко е прекъснат от Кримската война, въпреки че Британия воюва през цялото време на далечни фронтове в колониите. В самия край на епохата избухват Бурските войни. Вътре в страната расте влиянието на либералите и има тенденция към постепенни политически реформи и разширяване на избирателните права.
Важни политически фигури от 19 век са премиер-министрите Бенджамин Дизраели и Уилям Гладстон, предвождащи основните политически партии. Дизраели, любимец на кралица Виктория, е консерватор. Съперникът му Гладстон е либерал, и макар че кралицата не го обича, служи повече мандати и е в основата на законодателната дейност от периода.
Населението на кралството почти се удвоява от 16,8 милиона през 1851 г. до 30,5 милиона през 1901 г., макар че ирландското население намалява рязко: от 8,2 милиона през 1841 до по-малко от 4.5 милиона през 1901. По същото време, близо 15 милиона емигранти напускат страната и се заселват предимно в САЩ, Канада и Австралия.
Викторианската епоха е времето на апогей на Британската империя, която в края на 19 век владее една четвърт от населението на света и една пета от земната площ . Между 1890 и Първата световна война притежава една трета от корабите в света по тонаж и извършва около половината от световната морска търговия, а в края на 19 в – 60% от телеграфните кабели, което е много важно за имперското управление.

## ХХ и ХХІ век

### 1900 – 1945
Кралица Виктория, която е на трона от 1837, умира през 1901 г. и е наследена от сина си, Едуард VII, който на свой ред е последван от Джордж V през 1910.
През 1914 г. Великобритания участва в Първата световна война след като обявява война на Германия. Във войната загиват близо един милион британци преди Германия да сложи оръжие на 11 ноември 1918.
След Първата световна война Великобритания прекратява съюза си с Япония, под натиск от САЩ. По силата на Вашингтонското морско споразумение Великобритания има право на пет бойни кораба от най-висок клас.
След войната Великобритания дължи на Съединените американски щати четири млрд. щатски долара. Същевременно Русия дължи 7 млрд. щатски долара на Великобритания. На 1 август 1922 г. Великобритания предлага всички дългове, породени от войната, да бъдат опростени. В резултат САЩ намалява лихвите по плащанията на Великобритания от 5% на 3,5%. Крайната сума, която Великобритания трябва да плаща на САЩ е 35 млн. стерлинга годишно за период от 62 години. САЩ получава три пълни годишни плащания от Великобритания, които Великобритания получава от Германия.
Въпросът за автономия на Ирландия, който е основен политически въпрос още от края на 19 век и решаването му е допълнително забавено от войната, най-накрая намира своето разрешение през 1922 с формирането на Ирландската свободна държава. В състава на Обединеното кралство остават шест графства, образуващи Северна Ирландия, където са съсредоточени протестантите. Северна Ирландия има свой собствен парламент в Белфаст. Така днес държавата е Обединено кралство Великобритания и Северна Ирландия или за по-кратко Обединеното кралство.
В политическо отношение начело на страната в началото на 20 век е Либералната партия с министър-председатели последователно Кемпбъл-Банерман, Аскуит и Лойд Джордж, но от 1922 г. тя бива изместена от новосформираната Лейбъристка партия, чийто водач Рамзи Макдоналд води две правителства и бързо се превръща в основна опозиция на Консервативната партия и най-голямата лява партия в Обединеното кралство.
Изборите през май 1929 г. са спечелени от социалистите, които имат малка преднина пред консерваторите, като либералите, разполагащи с 60 места в парламента, играят ролята на балансьор. Под ръководството на Лойд Джордж либералите са негативно настроени спрямо консерваторите. Правителството на Болдуин подава оставка и на 7 юни Рамзи Макдоналд става министър-председател на Обединеното кралство с правителство на малцинството, зависещо от либералите.
Вследствие на Голямата депресия броят на безработните във Великобритания нараства от един на три милиона души. Правителството на Макдоналд не успява да се справи с икономическите проблеми и да изготви балансиран бюджет. Вследствие на това либералната партия се разцепва, което води до национална коалиция от социалистите и консерваторите и нови избори. Новото правителство отменя златния стандарт, преустановява плащанията на дълга към САЩ от 1923 г., но възстановява доверието на кредиторите.
През януари 1936 крал Едуард VIII наследява баща си Джордж V на трона, но връзката му с американката Уолис Симпсън става причина да абдикира само след 11 месеца в полза на брат си Джордж VI, който е коронясан през декември 1936 г.
В стремежа си да избегне разгарянето на нова война Невил Чембърлейн води политика на омиротворяване на агресора – Хитлеристка Германия. През 1938 г. Чембърлейн подписва Мюнхенското споразумение с Хитлер, Мусолини и премиера на Франция Едуар Даладие. При завръщането си в Лондон Чембърлейн показва пред посрещачите подписаното споразумение с думите: „Аз ви донесох мир“. Още на следващата година става ясно обаче, че това не носи мир в Европа. Възползвайки се от дипломатическия си комфорт Хитлер започва Втората световна война. През септември 1939 г. Обединеното кралство влиза във войната, не след дълго Чембърлейн се разболява тежко и на 10 май 1940 г. той предава поста премиер на Уинстън Чърчил – привърженик на безкомпромисната борба с Хитлер и Мусолини. Под неговото водачество британците излизат от войната през 1945 г. като победители.

### 1945 – 1997
Въпреки победата във войната, следващите избори през 1945 са спечелени от Лейбъристката партия. Правителството оглавява Клемент Атли, който поставя началото на т.нар. Welfare State във Великобритания, предоставяйки безплатно здравеопазване чрез Националната служба по здравеопазване (на английски: National Health Service). През 1951 г. обаче консерваторите начело с Чърчил се връщат и остават на власт през следващите 13 години.
Крал Джордж VI умира през 1952 и на трона се възкачва дъщеря му Елизабет II.
През 1955 г. начело на правителството застава Антъни Идън, чието управление е доминирано от разразилата се през 1956 г. Суецка криза, в която Великобритания, Франция и Израел планират агресия срещу Египет, след като президентът Гамал Абдел Насър национализира с декрет Суецкия канал. Заелият поста на Идън Харолд Макмилън разцепва консерваторите по отношение на въпроса на присъединяването на Великобритания към Европейската икономическа общност, но френският президент Шарл де Гол налага вето срещу присъединяването.
Лейбъристите се връщат на власт през 1964 г. начело с Харолд Уилсън, който провежда редица социални реформи, сред които легализиране на абортите, отмяна на смъртното наказание и декриминализиране на хомосексуалността. Уилсън е заменен от Едуард Хийт през 1970, завръща се отново през 1974, но реномето на лейбъристите силно страда през зимата на 1978 – 79 (зимата на недоволството) през която навсякъде има стачки, организирани от профсъюзите срещу опитите за замразяване на заплатите от страна на Джеймс Калахан и през 1979 г. Консервативната партия отново печели изборите, а начело на правителството за първи път застава жена – Маргарет Тачър.
Макар предприетите от Тачър икономически реформи да не са много популярни, нейното решение да защити през 1982 г. Фолкландските острови, довело до война, променя отношението към нея и на вълната на патриотизма консерваторите печелят убедителна победа през 1983. Тачър извоюва и трети последователен мандат през 1987, но популярността ѝ започва да спада и през 1990 г. министър-председател на нейно място става Джон Мейджър.
Напрежението между протестанти и католици в Северна Ирландия се изостря в края на 60-те, когато Ирландската републиканска армия започва кампания на въоръжена борба и тероризъм, продължила няколко десетилетия до края на 1990-те.
През 1981 г. принц Чарлз, първороден син на кралицата и принц на Уелс се жени за Даяна Спенсър; раждат им се двама сина – Уилям и Хари, но през 1992 г. двойката се развежда. През същата година семейни проблеми преследват и принц Андрю и принцеса Ан, което кара кралицата да нарече годината 'annus horribilis'. През 1997, принцеса Даяна загива в автомобилна катастрофа в Париж и погребението ѝ има широк отзвук в Обединеното кралство и по света.
На международната сцена втората половина от 20 век е доминирана от студената война – противопоставяне, започнало след Втората световна война между Съединените американски щати и техните съюзници, от една страна, и Съветския съюз и неговите съюзници, от друга. Обединеното кралство става член на НАТО през 1949 г. и взема участие в редица конфликти. За разлика от Обединеното кралство република Ирландия остава неутрална и не участва във военни конфликти.

### 1997 – 2016
През 1997 г. министър-председател става Тони Блеър след внушителната изборна победа на така наречените „нови лейбъристи“, по-центристко течение в Лейбъристката партия. Блеър е преизбран още два пъти през 2001 и 2005 г., но през 2007 предава поста на канцлера на хазната Гордън Браун. През 2010 г. Консервативната партия формира коалиционно правителство с либерал-демократите и министър-председател става лидерът на консерваторите Дейвид Камерън.
В началото на 21 век страната става един от най-силните поддръжници на САЩ в обявената от тях „Война срещу тероризма“ и вземат участие във войната в Афганистан и войната в Ирак. Обединеното кралство играе главна роля и във военната интервенция в Либия през 2011 г.
През юни 2016 като част от предизборните обещания на Консервативната партия е проведен референдум относно членството в ЕС, чийто резултат е в полза на напускането на ЕС от Обединеното кралство (съкратено наричано Брекзит).